# Smittium mucronatum
Smittium mucronatum är en svampart som beskrevs av Manier & Mathiez ex Manier 1970. Smittium mucronatum ingår i släktet Smittium och familjen Legeriomycetaceae.   Inga underarter finns listade i Catalogue of Life.